# Willie "Big Eyes" Smith
Willie "Big Eyes" Smith (Helena, 19 de janeiro de 1936 - Chicago, 16 de setembro de 2011) foi um músico estadunidense de blues conhecido por sua participação na banda de Muddy Waters com quem tocou durante um longo tempo (entre 1959 e 1964 e depois entre 1968 e 1980). Em 2010 Willie dividiu um prêmio Grammy com Pinetop Perkins pelo álbum Joined at the Hip.

## Biografia
Willie "Big Eyes" Smith, começou sua carreira tocando harmônica nos anos 1950 sob o nome Little Willie Smith, chegou a formar um trio em 1954, com o guitarrista Bobby Lee Burns e com o baterista Clifton James, ainda com a harmônica participou da banda de Bo Didddley, tendo inclusive participado das gravações de alguns clássicos como Dancing Girl (1955) e Who Do You Love? (1956). Nessa época achou que a harmônica o estava limitando no ramo musical, decidiu então trocar de instrumento e começou a tocar bateria com a banda Red Devil Trio de Little Hudson. Em 1959 se juntou a Muddy Waters, mas somente em 1961 substituiu Francis Clay como baterista oficial da banda.
Em 1980 formou a Legendary Blues Band com Jerry Portnoy e Calvin Jones, todos músicos da banda de Muddy Waters, e acompanhados do guitarrista Louis Myers participaram do filme Blues Brothers (1980) como uma banda de rua tocando com John Lee Hooker. Conseguiram certa fama e fizeram turnês com Bob Dylan, Eric Clapton e Rolling Stones.
Em 1999 gravou o disco Rising son com Big Bill Morganfield, um dos filhos de Muddy Waters. Em 2010 lançou com Pinetop Perkins o álbum Joined at the Hip que conta com a participação de seu filho Kenny "Beedy Eyes" Smith na bateria.
Tendo recebido uma dúzia de vezes o prêmio de baterista do ano pela Blues Foundation, Willie voltou a tocar Harmônica e começou a cantar e compor músicas e gravou um total de sete discos em carreira solo.
Willie "Big Eyes" Smith morreu no ano de 2011 em Chicago aos 75 anos em decorrência de um derrame, deixando 11 filhos e sua esposa Ilene de 42 anos.

## Discografia

### Solo
- 1995 Bag Full of Blues
- 1999 Nothin' But The Blues Y'all
- 2000 Blues from the Heart
- 2004 Bluesin' It
- 2006 Way Back
- 2008 Born in Arkansas
- 2012 Live Blues Protected by Smith & Wilson (com Roger Wilson)

### com Big Bill Morganfield
- 1999 Rising Son

### com Legendary Blues Band
- 1981 Life of Ease
- 1983 Red Hot 'n' Blue
- 1989 Woke up with the Blues
- 1990 Keepin' the Blues Alive
- 1991 U B Da Judge
- 1992 Prime Time Blues
- 1993 Money Talks

### com Muddy Waters
- 1970 They Call Me Muddy Waters
- 1977 Hard Again
- 1978 I'm Ready
- 1979 Muddy "Mississippi" Waters – Live

### com Pinetop Perkins
- 2010 Joined at the Hip